# Turac d'orelles blanques
El turac d'orelles blanques (Tauraco leucotis) és una espècie d'ocell de la família dels musofàgids (Musophagidae) que habita la selva humida de les terres altes d'Etiòpia, Eritrea i sud-est de Sudan del Sud.